# Estació de Vic
Vic és una estació de ferrocarril propietat d'adif situada a la població de Vic a la comarca d'Osona. L'estació es troba a la línia Barcelona-Ripoll per on circulen trens de la línia R3 de Rodalies de Catalunya operat per Renfe Operadora. L'edifici una obra de Vic (Osona) protegida com a Bé Cultural d'Interès Local.
Part dels trens procedents de l'Hospitalet de Llobregat finalitzen aquí el seu recorregut i hi tornen a sortir. D'altra banda una part dels trens de rodalia actuen com a regionals cadenciats amb destinació Ripoll, Ribes de Freser o La Tor de Querol.
L'any 2016 va registrar l'entrada de 493.000 passatgers.

## Història
A darreries del S.XIX el tren es prolongava de Granollers a Sant Joan de les Abadesses per tal d'explotar les mines de carbó de Surroca. El comerç vigatà tenia por que el pas dels ferrocarrils ensorrés els mercats de manera que procuraren allunyar l'estació del clos emmurallat de la ciutat situant-la cap a ponent. La nova estació fou beneïda el 8 de juliol de 1875, el primer tren arribà a primers de setembre de l'any següent.
Anys més tard el 1903 es projectà un carrer que comuniqués l'estació de ferrocarril amb el centre de la ciutat, es va modificar i ampliar l'estació quedant com es conserva encara avui. El nou carrer, anomenat Verdaguer, i la nova estació s'inauguraren el 1910.
L'estació actual es va inaugurar l'any 2003 quan es va acabar el semisoterrament que es va fer de la línia a la ciutat, en virtud d'un conveni que van firmar el Ministeri de Foment, RENFE i l'Ajuntament de Vic. L'estació antiga que encara es conserva va entrar en servei l'any 1875 quan es va obrir el tram entre Granollers i Vic.

## Serveis ferroviaris
| Rodalia de Barcelona      |                   |         |                                                    |                        |
| Procedència/Destinació    | <                 | Línia   | >                                                  | Procedència/Destinació |
| L'Hospitalet de Llobregat | Balenyà-Tona-Seva |         | terminal                                           | terminal               |
| L'Hospitalet de Llobregat | Centelles         | Manlleu | Ripoll Ribes de Freser Puigcerdà La Tor de Querol¹ |                        |

¹ En aquesta estació paren els regionals cadenciats direcció Ripoll / Ribes de Freser / Puigcerdà / La Tor de Querol.

## Edifici
Edifici civil. Consta de PB i primer pis. Presenta una estructura marcadament horitzontal i simètrica. A la part baixa s'hi obren diversos portals els quals tenen un arc escarser, les finestres del primer pis presenten els cantons arrodonits. Els pisos son separats per cornises i els murs presenten pilastres. Al centre de l'edificació hi ha un frontó semicircular amb pilars estriats i acabats en formes vegetals. A cada un dels quatre pilars hi ha l'escut de Vic. Al centre del timpà hi ha un rellotge.
Es construïda amb pedra artificial, ferro fos i arrebossada i pintada al damunt. L'estat de conservació és bo. Ha estat restaurada recentment.

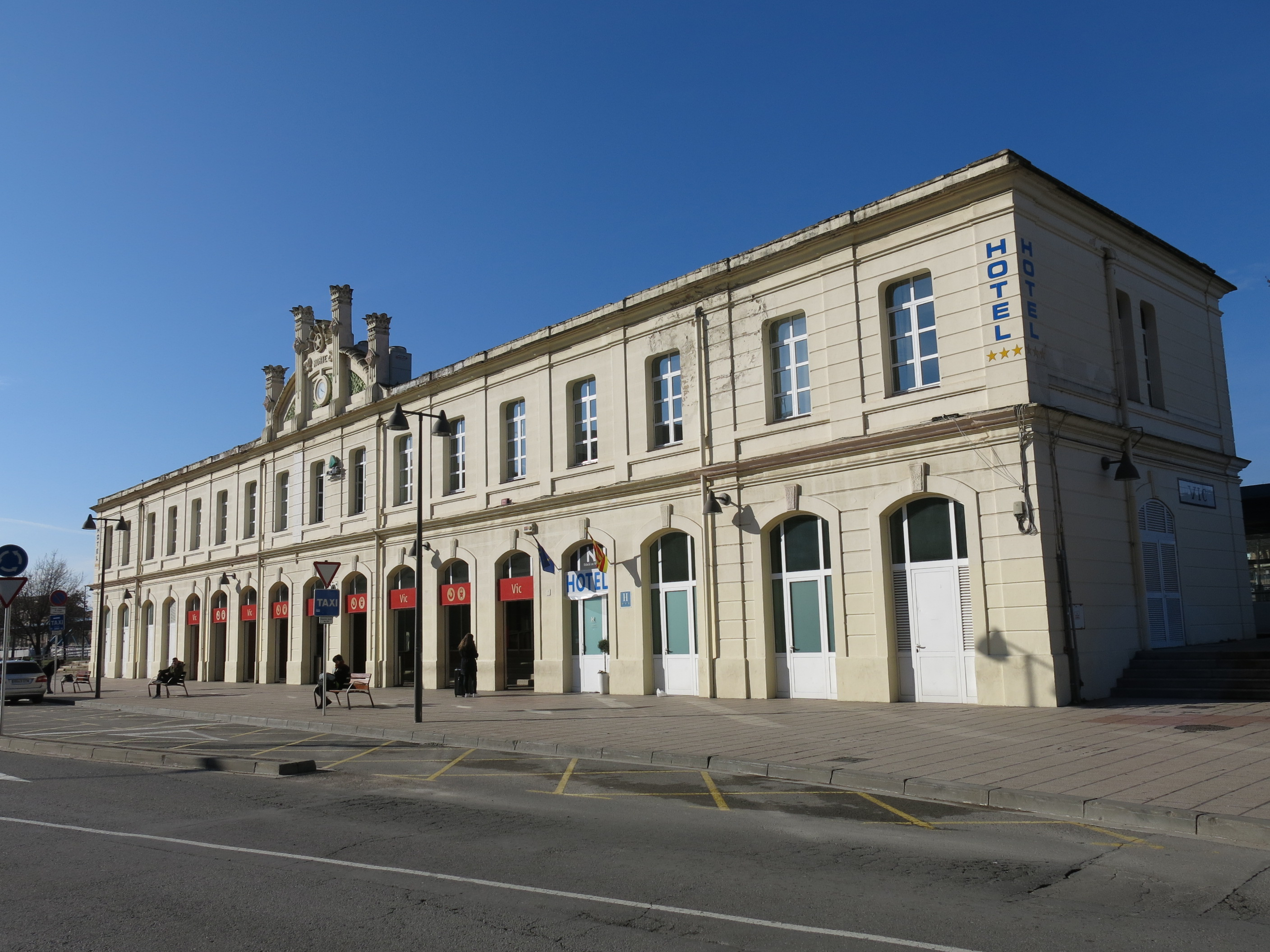
L'edifici
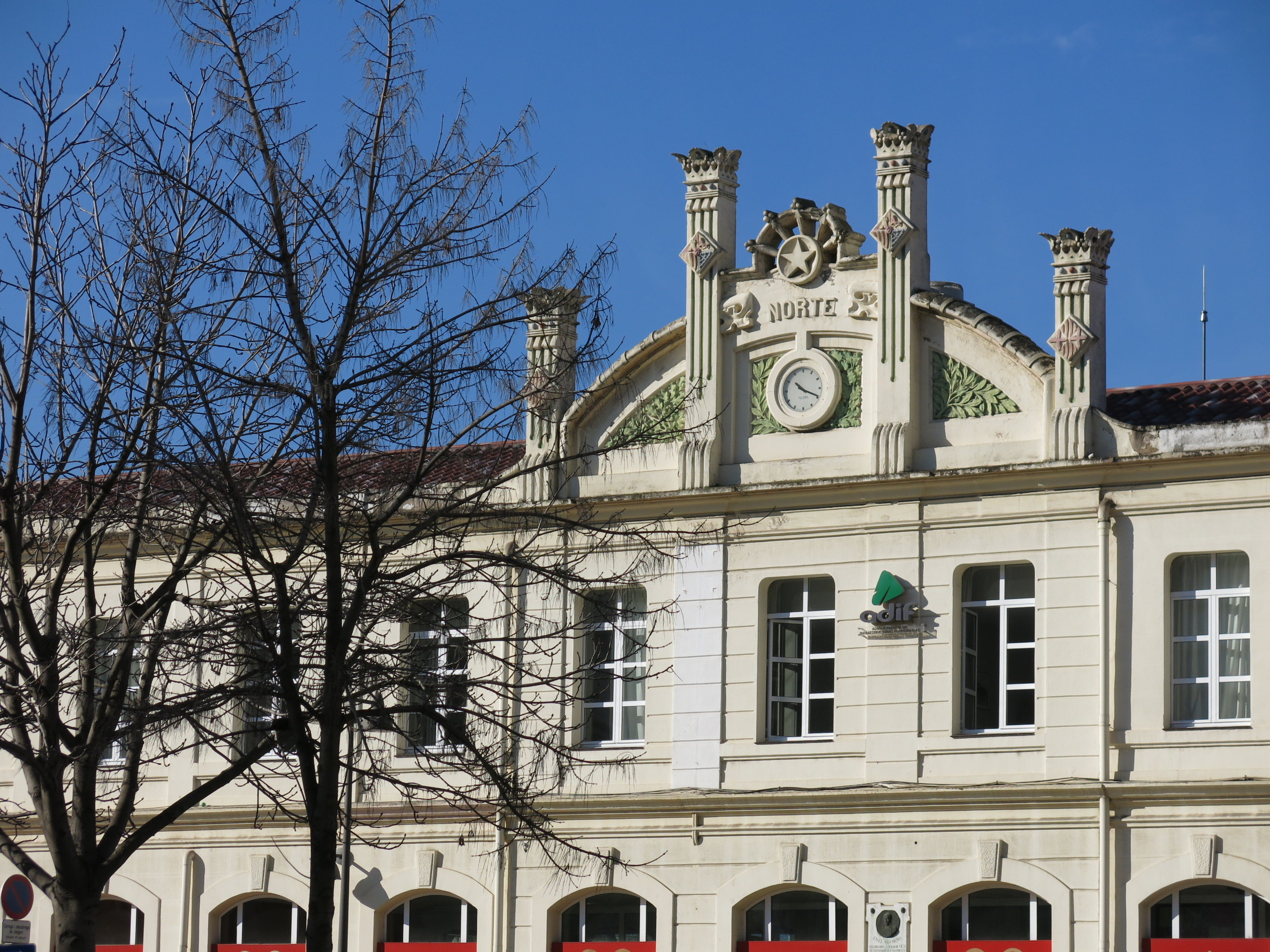
Detalls de la façana principal